# UC Sampdoria
UC Sampdoria este un club de fotbal din Genova, Italia, care evoluează în Serie B.
Clubul a fost fondat pe 1 august 1946 prin fuziunea a două echipe locale: Andrea Doria și Sampierdarenese. Numele echipei este o combinație a celor două formații din care a fost creată. A fost imediat înscrisă în Serie A, unde a debutat pe 22 septembrie 1946, în deplasare la AS Roma. A câștigat un titlu în campionatul italian, în 1991, după ce cu un an înainte cucerise primul trofeu european: Cupa Cupelor. În 1992 a jucat finala Ligii Campionilor, pierdută contra lui FC Barcelona.

## Istoria
După Al Doilea Război Mondial, Andrea Doria și Sampierdarenese jucau amândouă în prima ligă italiană, dar au decis formarea unei singure echipe puternice care a fost intitulată Unione Calcio Sampdoria. Primul președinte al clubului a fost Piero Sanguineti. Imediat după creare, echipa a făcut o cerere rivalei locale, Genoa 1893, să folosească împreună Stadionul Luigi Feraris, cerere acceptată.

### Anii '60 - De la cupele europene, la Serie B
Începutul anilor '60 este pozitiv pentru Sampdoria, care își face debutul în cupele europene. În ediția 1962-63 participă la Cupa Orașelor Târguri și în primul tur elimină echipa luxemburgheză Aris cu o dublă victorie: 1-0 acasă (26 septembrie 1962 - gol marcat de Sergio Brighenti) și 2-0 în deplasare. În turul doi este însă eliminată de Ferencvaros din Ungaria, după un 0-6 în manșa retur. Începe însă un declin, în următoarele două sezoane Sampdoria salvându-se cu dificultate de la retrogradare.
În cele din urmă inevitabilul se întâmplă, iar în martie 1966 pierde în ultima etapă în deplasare la Juventus Torino și părăsește Serie A, însă după numai un sezon reușește revenirea în eșalonul de elită.

### Anii '70 - Anii de căutări
Sampdoria reușește să se mențină timp de zece sezoane în Serie A, dar fără rezultate strălucite, cel mai bun fiind atins în sezonul 1971-72, locul opt. În stagiunea 1973-74, genovezii ocupă penultima poziție, dar în urma unui scandal de corupție, Verona și Foggia sunt retrogradate, astfel că Sampdoria își menține locul în prima divizie. Urmează în cele din urmă a doua retrogradare, la finalul stagiunii 1976-77.

### Anii '80 - Revenirea în Serie A
Începând cu sezonul 1979-80, președintele clubului devine Paolo Mantovani care îl aduce în funcția de director sportiv pe Claudio Nassi. Împreună, cei doi reușesc construirea unei noi echipe care în 1982 reușește să revină în elită după un retur excelent de campionat.
Întărirea echipei pentru noul sezon începe cu aducerea lui Roberto Mancini de la Bologna cel care avea să devină jucătorul cu cele mai multe prezențe în tricoul Sampdoriei în Serie A (424 de meciuri) și golgheterul echipei (132 de goluri).
Sezonul 1984-85 avea să aducă și primul trofeu din palmares, Cupa Italiei. În finala cu AC Milan, "Doria" se impune cu 1-0 pe Stadio San Siro, apoi învinge și în retur, acasă, cu 2-1, goluri marcate de Mancini și Gianluca Vialli, jucător adus în vara trecută de la Cremonese.
Urmează a doua prezență europeană, în Cupa Cupelor, unde elimină în primul tur echipa greacă Larisa, dar părăsește competiția în runda secundă, în dauna formației portugheze Benfica Lisabona.
După un sezon modest, încheiat pe locul 11, vine și a doua Cupă a Italiei, cucerită în 1988, în finala cu AC Torino și apoi participarea din nou în Cupa Cupelor, unde ajunge până în finală, eliminând printre altele pe Dinamo București, în sferturile de finală. Sampdoria ratează însă trofeul, în disputa cu FC Barcelona.

### Anii '90 - Anii de glorie
După o nouă victorie în Cupa Italiei, sezonul 1989-90 regăsește pe Sampdoria în Cupa Cupelor. Echipa se califică fără înfrângere în finală, unde pe 9 martie 1990 învinge la Goteborg, după prelungiri, scor 2-0, pe Anderlecht Bruxelles. Ambele goluri sunt marcate de Gianluca Vialli.
Sezonul 1990-91 nu începe bine pentru Sampdoria care pierde Supercupa Europei în dauna lui AC Milan. Dar parcursul în campionatul intern este aproape perfect și cu doar trei înfrângeri, Sampdoria câștigă în premieră titlul de campioană. Artizanul rezultatelor din ultimii ani era sârbul Vujadin Boskov.
În sezonul viitor, Sampdoria ajunge în finala Ligii Campionilor, dar pierde din nou în fața Barcelonei, cu 1-0, pe stadionul Wembley din Londra, după golul marcat de Ronald Koeman cu șapte minute înainte de final.
În 1992, Boskov părăsește echipa și în locul său este adus suedezul Sven-Göran Eriksson. De asemenea, pleacă și atacantul Gianluca Vialli. Cu Eriksson, Sampdoria câștigă Cupa Italiei în 1994, și ajunge în stagiunea următoare în semifinalele Cupei Cupelor, unde este eliminată de Arsenal Londra după loviturile de departajare.
În 1993, președintele Paolo Mantovani decedează subit și este înlocuit la conducere de fiul său, Enrico. În următoarele sezoane, majoritatea jucătorilor aduși de Mantovani sr. părăsesc echipa, în ei Enrico Chiesa, Juan Sebastian Veron, Ariel Ortega, Vincenzo Montella, Clarence Seedorf sau Christian Karembeu. În 1997, Eriksson pleacă, la rândul său părăsește echipa și Roberto Mancini, și începe declinul, Sampdoria fiind eliminată încă din primul tur al Cupei UEFA, de Athletic Bilbao.

### Anii 2000 - declinul și revenirea în elită
În mai 1999, Sampdoria retrogradează în Serie B după 22 de ani în elită. Aproape de o retrogradare în al treilea eșalon în următoarele două stagiuni, Sampdoria își schimbă conducerea administrativă, venind Riccardo Garrone, un business-man italian care îl aduce antrenor pe Walter Novellino.
În 2003, Sampdoria revine în Serie A unde ocupă locul 8 în primul sezon, apoi ratează la mustață o calificare în Liga Campionilor. În 2007 încheie sezonul pe locul 9 și se înscrie în Cupa UEFA Intertoto, ajungând în cele din urmă pe tabloul principal al Cupei UEFA.
În sezonul 2008-09 încheie campionatul pe locul 13 și pierde finala Cupei Italia, în dauna lui Lazio Roma, pentru ca în stagiunea următoare să reușească o performanță excelentă, locul patru în Serie A, similar cu prezența în play-off-ul Ligii Campionilor.

## Culori și stemă
Culorile clubului au fost decise încă de la înființarea în 1946. Fiecare dintre cele două echipe din care se trage Sampdoria au contribuit la actualul format al tricourilor. De la Sampierdarenese au fost preluate albul și albastrul, iar de la Andrea Doria este preluată dunga de pe piept roș-neagră.
Simbolul clubului, aflat și pe stemă, este figurina pescarului genovez, cu barbă, bască, pipă și părul în vânt.

## Stadionul
Sampdoria dispută meciurile de pe teren propriu pe Stadionul Luigi Ferraris, arenă care poartă numele unui fost mare jucător al rivalei locale, Genoa 1893. Arena se află în cartierul Marassi din Genova și a fost construită în anul 1911. Cu ocazia Cupei Mondiale din Italia, 1990, stadionul a fost restaurat. Este o arenă tipic britanică, tribunele fiind foarte aproape de teren, spre deosebire de marile arene din Italia care au și pistă de atletism.

### Baza de antrenament
Primul sediu de pregătire al echipei, în 1946, a fost la Baza Sportivă Carlini din Genova, dar acesta a fost închis mai târziu, astfel că "blucerchiati" și-au mutat antrenamentele pe alte diverse arene din oraș.
În 1980, președintele Paolo Mantovani a inaugurat noul sediu al clubului, un centru sportiv modern care poartă numele doctorului Gloriano Mugnaini.
Complexul beneficiază de două terenuri în aer liber, ambele cu iarbă, terenul central având și pistă de atletism, și alte două terenuri, în sală, cu gazon sintetic.
De asemenea, există două hoteluri, unul mai mare pentru echipa de seniori, și al doilea pentru formația de tineret. Fiecare este dotat cu camere, dușuri, băi cu hidromasaj, saune și săli medicale. La etajul doi există o terasă acoperită cu toate facilitățile pentru jurnaliști, alături de o sală pentru conferințe de presă și vizualizări imagini video.

## Suporterii

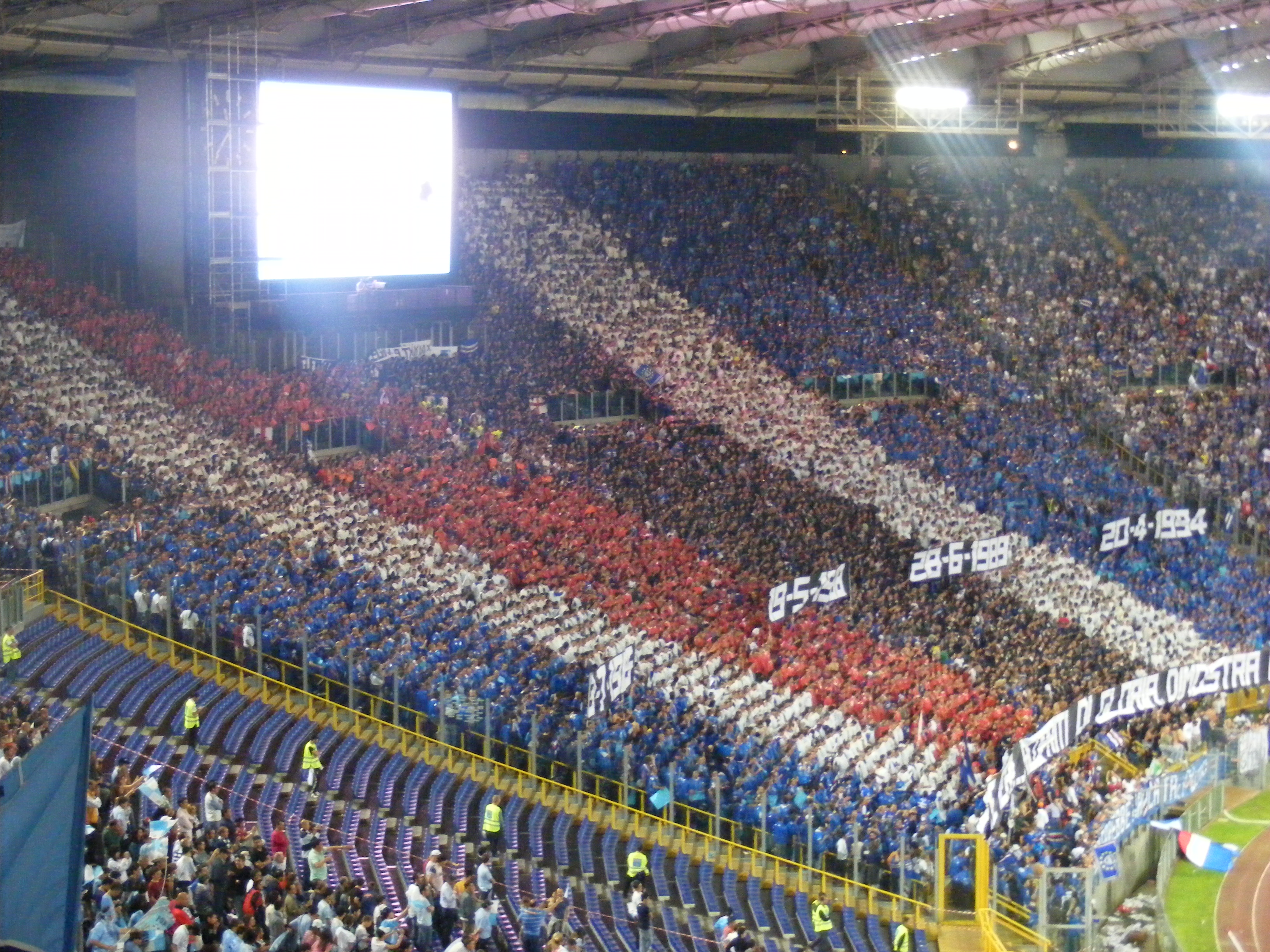
Suporterii Sampdoriei la finala Cupei Italiei cu Lazio, din 2009

Susținătorii Sampdoriei stau în peluza sud a stadionului. Cel mai important grup de suporteri s-a autointitulat Ultras Tito Cucchiaroni e Fedelissimi și este alcătuit din fuziunea a două grupuri. Ultras Tito Cucchiaroni s-a înființat în 1969, fiind primul grup de suporteri din Italia care a luat denumirea de Ultras. Ei poartă numele fostului atacant argentinian Ernesto "Tito" Cucchiaroni care a evoluat pentru Sampdoria între 1958-63. Iar Fedelissimi s-a înființat în 1961. Printre celelalte grupuri merită menționate "Rude Boys" (un grup extrem de activ în lupta împotriva rasismului), "Hell's Angels" (suporterii din cartierul Sampierdarena) și "San Fruttuoso 1987". În peluza nord activează grupul "Hawks".

### Frății
Galeria Sampdoriei este înfrățită cu cea a echipei Ternana. Există relații de prietenie cu galeriile altor formații din Italia, precum Parma sau Bari. La nivel internațional, suporterii Sampdoriei sunt înfrățiți cu cei de la Olympique Marseille.

### Rivalități
Principala rivalitate este cu suporterii celeilalte echipe din oraș, Genoa 1893. Dar există relații încordate și cu susținătorii lui Torino și Napoli, aceștia fiind înfrățiți cu galeria Genoei.

## Echipa actuală
Lotul a fost actualizat la data de 13 august 2025
| Nr. |        | Poziție | Jucător                                   |
| --- | ------ | ------- | ----------------------------------------- |
| 5   | Italia | F       | Alessandro Pio Riccio                     |
| 6   | Italia | F       | Simone Romagnoli                          |
| 7   | Italia | M       | Alessandro Bellemo                        |
| 8   | Italia | M       | Matteo Ricci                              |
| 9   | Italia | A       | Massimo Coda                              |
| 12  | Franța | M       | Jordan Ferri                              |
| 18  | Italia | F       | Lorenzo Venuti                            |
| 22  | Italia | P       | Simone Ghidotti                           |
| 23  | Italia | F       | Fabio Depaoli                             |
| 25  | Italia | F       | Alex Ferrari                              |
| 26  | Italia | F       | Giorgio Altare (împrumutat de la Venezia) |
| 44  | Cipru  | F       | Nikolas Ioannou                           |
| 80  | Italia | M       | Leonardo Benedetti                        |
| 84  | Italia | M       | Nikola Sekulov                            |

| Nr. |         | Poziție | Jucător                                    |
| --- | ------- | ------- | ------------------------------------------ |
|     | Italia  | P       | Nicola Ravaglia                            |
|     | Italia  | P       | Elia Tantalocchi                           |
|     | Italia  | F       | Simone Giordano                            |
|     | Croația | F       | Stipe Vulikić                              |
|     | Italia  | M       | Francesco Conti                            |
|     | Italia  | M       | Stefano Girelli                            |
|     | Scoția  | M       | Liam Henderson                             |
|     | Italia  | M       | Lorenzo Malagrida                          |
|     | Albania | A       | Marvin Çuni (împrumutat de la Rubin Kazan) |
|     | Italia  | A       | Antonino La Gumina                         |
|     | Italia  | A       | Simone Leonardi                            |
|     | Spania  | A       | Víctor Narro                               |
|     | Spania  | A       | Estanis Pedrola                            |

## Istoria antrenorilor
| Nume                      | Naționalitate   | Ani       |
| ------------------------- | --------------- | --------- |
| Giuseppe Galluzzi         | Italia          | 1946–1947 |
| Adolfo Baloncieri         | Italia          | 1947–1950 |
| Giuseppe Galluzzi         | Italia          | 1950      |
| Matteo Poggi Alfredo Foni | Italia · Italia | 1950–1951 |
| Alfredo Foni              | Italia          | 1951–1952 |
| Matteo Poggi              | Italia          | 1952      |
| Ivo Fiorentini            | Italia          | 1952–1953 |
| Paolo Tabanelli           | Italia          | 1953–1955 |
| Lajos Czeizler            | Ungaria         | 1955–1956 |
| Pietro Rava               | Italia          | 1956–1957 |
| Ugo Amoretti              | Italia          | 1957      |
| William Dodgin            | Anglia          | 1957–1958 |
| Adolfo Baloncieri         | Italia          | 1958      |
| Eraldo Monzeglio          | Italia          | 1958–1961 |
| Roberto Lerici            | Italia          | 1961–1963 |
| Ernst Ocwirk              | Austria         | 1963–1965 |
| Giuseppe Baldini          | Italia          | 1965–1966 |
| Fulvio Bernardini         | Italia          | 1966–1971 |
| Heriberto Herrera         | Paraguay        | 1971–1973 |
| Guido Vincenzi            | Italia          | 1973–1974 |
| Giulio Corsini            | Italia          | 1974–1975 |
| Eugenio Bersellini        | Italia          | 1975–1977 |

| Nume                       | Naționalitate                 | Ani       |
| -------------------------- | ----------------------------- | --------- |
| Giorgio Canali             | Italia                        | 1977–1978 |
| Lamberto Giorgis           | Italia                        | 1978–1979 |
| Lauro Toneatto             | Italia                        | 1979–1980 |
| Enzo Riccomini             | Italia                        | 1980–1981 |
| Renzo Ulivieri             | Italia                        | 1981–1984 |
| Eugenio Bersellini         | Italia                        | 1984–1986 |
| Vujadin Boskov             | Republica Federală Iugoslavia | 1986–1992 |
| Sven-Göran Eriksson        | Suedia                        | 1992–1997 |
| César Luis Menotti         | Argentina                     | 1997      |
| Vujadin Boškov             | Republica Federală Iugoslavia | 1997–1998 |
| Luciano Spalletti          | Italia                        | 1998      |
| David Platt Giorgio Veneri | Anglia · Italia               | 1998–1999 |
| Luciano Spalletti          | Italia                        | 1999      |
| Giampiero Ventura          | Italia                        | 1999–2000 |
| Luigi Cagni                | Italia                        | 2000–2001 |
| Gianfranco Bellotto        | Italia                        | 2001–2002 |
| Walter Novellino           | Italia                        | 2002–2007 |
| Walter Mazzarri            | Italia                        | 2007–2009 |
| Luigi Del Neri             | Italia                        | 2009-2010 |
| Domenico Di Carlo          | Italia                        | 2010-2011 |
| Alberto Cavasin            | Italia                        | 2011      |
| Davide Atzori              | Italia                        | 2011      |

| Nume                  | Naționalitate | Ani       |
| --------------------- | ------------- | --------- |
| Giuseppe Iachini      | Italia        | 2011-2012 |
| Ciro Ferrara          | Italia        | 2012      |
| Delio Rossi           | Italia        | 2012-2013 |
| Sinisa Mihailović     | Serbia        | 2013-2015 |
| Walter Zenga          | Italia        | 2015      |
| Vincenzo Montella     | Italia        | 2015-2016 |
| Marco Giampaolo       | Italia        | 2016-2019 |
| Federico Di Francesco | Italia        | 2019      |
| Claudio Ranieri       | Italia        | 2019-2021 |
| Roberto D'Aversa      | Italia        | 2021-2022 |
| Marco Giampaolo       | Italia        | 2022      |
| Dejan Stanković       | Serbia        | 2022-2023 |
| Andrea Pirlo          | Italia        | 2023-     |

## Palmares

### Trofee naționale
- Serie A:
  - Campioană a Italiei (1): 1990-91

- Cupa Italiei:
  - Câștigătoare (4):: 1984-85, 1987-88, 1988-89, 1993-94

- Supercupa Italiei:
  - Câștigătoare (1): 1991

- Serie B:
  - Câștigătoare (1): 1966-67

### Trofee internaționale
- Cupa Cupelor:
  - Câștigătoare (1): 1989-90

## Sponsori
Sponsorul oficial al Sampdoriei este Banca Ifis , care activează pe piața bancara . Echipamentul este furnizat de firma italiană Macron, contractul fiind semnat în 2019 și întinzându-se pe șase ani.

## Recorduri
- Cea mai mare victorie acasă în Serie A: 7-0 (de două ori: în sezonul 1950/51 cu Bologna și în 1955/56 cu ProPatria);
- Cea mai mare victorie în deplasare în Serie A: 7-3 (în sezonul 1949/50 la Venezia);
- Cea mai dură înfrângere acasă în Serie A: 0-5 (de trei ori: 1965/66 Inter, 1969/70 Inter, 2007/08 Milan);
- Cea mai dură înfrângere în deplasare în Serie A: 1-7 (de două ori: 1955/56 Inter, 1960/61 Udinese;
- Jucătorul cu cele mai multe meciuri pentru Sampdoria: Roberto Mancini (431 prezențe)
- Jucătorul cu cele mai multe meciuri pentru Sampdoria în cupele europene: Roberto Mancini, Fausto Pari (41 prezențe)
- Jucătorul cu cele mai multe goluri pentru Sampdoria: Roberto Mancini (132 goluri)
- Jucătorul cu cele mai multe goluri pentru Sampdoria în cupele europene: Gianluca Vialli (19 goluri)
- Jucătorul cu cele mai multe goluri pentru Sampdoria într-un singur sezon: Sergio Brighenti (27 de goluri în stagiunea 1960/61)
- Portarul care și-a păstrat cel mai mult timp poarta neperforată: Piero Battara (641 minute în sezonul 1969/70).